# Princípio da eficiência
O Princípio da eficiência é um dos princípios pelos quais se rege o Direito Administrativo brasileiro. Segundo esse princípio, o agente público deve se empenhar em obter o melhor resultado com o mínimo de recursos.
O princípio da eficiência, o mais atual princípio da administração pública previsto na Constituição Federal, ainda passa por uma evolução no que diz respeito à sua aplicação na interpretação do Direito. Alguns doutrinadores questionam a importância da sua categorização como princípio constitucional. Até mesmo a diferenciação dos conceitos de eficácia, eficiência e efetividade não é unânime nos debates doutrinários. Ou seja, a matéria parece estar passando ainda por um necessário amadurecimento em nossa ordem jurídica.

Por outro lado, não são poucos os que defendem sua importância como princípio norteador das funções administrativas, ante tantos exemplos de ineficiência na prestação do serviço público conhecidos por qualquer cidadão, cuja insatisfação se constata através da mídia. Pode-se atestar sua importância com a consecução de maior eficiência nas atividades da Administração, que se encontra no âmago das mais importantes reformas administrativas operadas no país nas últimas décadas. A melhoria nos serviços prestados pela Administração Pública é demanda constante da sociedade, o que impulsionou as reformas administrativas, eis que o Estado não consegue atender com eficiência à sobrecarga de demandas.